# Love Hard
Pour plus de détails, voir Fiche technique et Distribution.
Love Hard est un film de Noël comique et romantique américain réalisé par Hernán Jiménez et sorti en 2021 sur Netflix.

## Synopsis
Une jolie jeune femme, habituée des rencontres amoureuses désastreuses, décide de rendre une visite surprise pour Noël au jeune homme à l'allure parfaite qu'elle a rencontré via une application de rencontres. Seulement, lorsqu'elle voit le fameux Josh en chair et en os, il n'est pas celui qu'elle aurait cru.

## Distribution
- Nina Dobrev (VF : Kelly Marot) : Natalie Bauer
- Jimmy O. Yang (VF : Maxime Baudouin) : Josh Lin
- Darren Barnet (VF : Clément Moreau) : Tag
- James Saito (VF : Philippe Ariotti) : Bob Lin, le père de Josh
- Rebecca Staab (VF : Monique Nevers) : Barb Lin, la mère de Josh
- Harry Shum Jr (VF : Adrien Larmande) : Owen Lin, le frère de Josh
- Mikaela Hoover (VF : Léa Gabriele) : Chelsea Lin, la belle-sœur de Josh
- Althea Kaye (VF : Marie-Martine) : June Lin, la grand-mère de Josh
- Matty Finochio (VF : Laurent Morteau) : Lee, le patron de Natalie
- Heather McMahan (VF : Vanessa Van-Geneugden) : Kerry, l'amie de Natalie
- Sean Depner : Chip
- Fletcher Donovan (VF : Martin Faliu) : Eric